# Les Roquetes (Nou Barris)
Roquetes és un barri del districte de Nou Barris de la ciutat de Barcelona. Es troba al peu del turó del mateix nom, entre la Ronda de Dalt i la serra de Collserola, i entre els barris de Canyelles i la Trinitat Nova.

## Història
Històricament, contenia pedreres, algunes mines i boscos d'alzines i pins, que es van anar substituint per la urbanització de l'espai, ja al principi del segle xx. Creat al voltant dels anys 1950, la seva base va ser l'auto-construcció d'habitatges, edificats per onades d'immigrants que fugien del barraquisme d'altres zones de l'àrea de Barcelona.
L'any 1964 els veïns varen unir-se per construir ells mateixos, en dies festius, els serveis de clavegueram i d'aigua corrent. Alhora, la força reivindicativa del veïnat va aconseguir que el transport públic arribés al barri, i que l'Administració obrís equipaments sanitaris i educatius. El metro va arribar l'any 2008: estació de Roquetes (L3).
El carrer de les Torres separa els dos espais del barri. Al nord hi ha el carrer Mina de la Ciutat, nom que fa referència a una antiga mina d'aigua. A la part més baixa, amb pendents més suaus, s'hi troba l'activitat comercial i lúdica del barri.